# Charles Zelty
Charles Zelty, né le 3 avril 1927 dans le 11e arrondissement de Paris et mort le 26 mai 2019 dans le 15e arrondissement de Paris, est un résistant, membre de l'Union de la jeunesse juive et déporté français.

## Biographie

### Avant la déportation
Charles Zelty est né le 3 avril 1927 (93 ans) dans le 11e arrondissement de Paris de Kalmann (Camille) et Françoise Zelty (née Kelfmann). Il est l'ainé de 4 enfants (Charles, Denise, Maurice et Odette). Il a également une demi sœur Florette et un demi frère Robert, nés d'un premier mariage de Camille avec Suzanne (Sarah) Chapochnik.
Ses parents décèdent, Camille en 1935 et Françoise en 1938. La fratrie est placée à la garde d'oncles et tantes
Juillet 1942 et la grande rafle du "Vel d'Hiv.", ses tantes qui l'ont en garde, prennent la décision de fuir vers la " Zone Libre" à Lyon où vivent Suzanne (qu'il appelle sa belle-mère), Florette et Robert.
Très vite Robert, qui mène des activités clandestines le fait rentrer dans la résistance (à la mi août 1942) dans " Les Groupes de Combats de la Jeunesse Juive"
Robert est arrêté début 1943, condamné à 3 mois de prison pour activités dites antinationales, envoyé au camp de St Sulpice la Pointe à sa sortie de prison. Il est mort le 11 novembre 1943 des suites des coups reçus lors de son arrestation par la police française.
Charles intègre alors les Francs Tireurs et Partisans Français (FTPF) sous le pseudonyme de "Maurice". Après avoir fait des distributions de tracts et journaux clandestins, des inscriptions patriotiques sur les murs, il lui est demandé de récupérer des armes et mener des actions armées. À la suite d'une dénonciation, il est arrêté par la Gestapo au domicile de Suzanne4 rue Ferrachat à Lyon.

### La déportation et le retour
Le 7 mars 1944, Charles Zelty (17 ans) est arrêté à Lyon, et incarcéré à la prison Montluc. Juif, il est transféré au camp de Drancy puis déporté par le convoi no 70, en date du 27 mars 1944 vers Auschwitz. Sa "belle-mère", Suzanne (43 ans) est également arrêtée et déportée par le même convoi no 70.
Après un passage en quarantaine à Auschwitz III (BUNA), Charles est affecté comme fraiseur dans une usine sidérurgique au commando de travail de Laurahutte jusqu'à fin janvier 1945 époque de l'évacuation d'Auschwitz.
Il part en train pour Mauthausen, puis marche de nuit pour le commando de Gusen 11. Après quelques jours, nouveau départ pour un commando dépendant du camp de Neuengamme où il retrouve l'usine déménagée de Laurahutte. Puis nouvelle évacuation pour Bergen-Belsen, dont il est libéré le 15 avril 1945, avant d'être rapatrié en France le 5 juin ; il pèse alors 35 kg.

### Après la guerre
Après un séjour d'environ 6 mois au sanatorium à Davos, Charles revient en France et s'engage au sein du Parti Communiste Français ainsi qu'à la FNDIRP et l'amicale d'Auschwitz.
Il témoigne depuis, régulièrement de la déportation,,, Il est notamment interviewé, en 1996, par la "Survivors of the shoah visual history foundation" fondée par Steven Spielberg, en 2005, pour la Fondation pour la mémoire de la Shoah et l'INA et dans de nombreuses classe d'écoles, collèges et lycées.
Il accompagne de nombreux voyages scolaires à Auschwitz.
Il épouse Madeleine Zylbermann le 22 novembre 1947, avec laquelle il aura deux fils.
Charles Zelty meurt le 26 mai 2019 dans le 15e arrondissement de Paris.

## Évocation
Pierre Assouline parle de Charles Zelty et de son ami André Kahn dans son livre Lutetia ; il les fait revenir au Lutetia pour une photographie et un article qu'il leur consacre dans Le Monde2.

## Mémorial
Son témoignage est recueilli en 1996 par la Fondation pour l'histoire des survivants de la Shoah et conservé au musée pour la mémoire de l'holocauste des Etats-Unis.
Lorsque la Fondation pour la mémoire de la Shoah décide de réaliser des enregistrements audiovisuels des témoins de la déportation des Juifs de France, en partenariat avec l'INA, Charles Zelty est l'un des 110 témoins choisis, parmi lesquels figurent Robert Badinter, Boris Cyrulnik, Georges Kiejman, Serge Klarsfeld, Roman Polanski ou Simone Veil.